# Covadonga
Covadonga (asturisch Cuadonga) ist ein Ort in Spanien. Er gehört als Parroquia zur Gemeinde Cangas de Onís in der Region Asturien.
Der Ort ist eine Station an der Nordvariante des spanischen Jakobswegs, Camino de la Costa.

## Geographie
Der Ort mit seinen 55 Einwohnern (Stand 2018) auf einer Grundfläche von 2,54 km² liegt auf 253 msnm im Gebirge Picos de Europa. Covadonga liegt 11 km entfernt vom Zentrum der Gemeinde Cangas de Onís, die zur Comarca Oriente gehört.

## Geschichte
Der Name ist zusammengesetzt aus cova (vulgärlateinisch für „Höhle“) und donga (aus lateinisch domnica, dominica = „des Herrn“ oder „der Herrin“). In der Felsenhöhle von Covadonga befand sich schon zur Zeit des Westgotenreichs ein Marienheiligtum. 722 fand dort die Schlacht von Covadonga statt, in welcher Pelayo, der Anführer einer christlichen Streitmacht, einen Sieg über muslimische Truppen errang. Dieser Erfolg gilt als Beginn der Reconquista. Die asturische Chronik des Königs Alfons III. enthält einen Bericht, wonach in dieser Schlacht himmlisches Eingreifen das Marienheiligtum schützte und den Sieg herbeiführte. Daher wurde Covadonga ein Marien-Wallfahrtsort. Der „Jungfrau von Covadonga“ wurde eine Basilika errichtet.
Es gibt den Glauben, dass junge Frauen, die aus dem Fuente del Matrimonio in Covadonga trinken, bald heiraten werden.

## Klima
Das Klima ist entsprechend dem Küstenbereich maritim und feucht mit kühlen Sommern und milden Wintern. Im Hinterland herrscht zum Teil Gebirgsklima vor.

## Sehenswürdigkeiten
- Basilika und Kloster von Covadonga mit Ausblick auf die Picos de Europa
- Grotte mit der „Virgen de Covadonga“ (Jungfrau von Covadonga) und den Gebeinen König Pelayos.

## Radsport-Anstieg
Im Radsport gehört die Straße hinauf zu den Lagos de Covadonga zu den berühmtesten Anstiegen der Vuelta a España. Der Anstieg von rund 200 auf 1110 Meter Höhe ist durchschnittlich 6,3 % und maximal 13 % steil.
1983 waren die Seen oberhalb von Covadonga erstmals Zielort einer Vuelta-Etappe, seitdem ist der Anstieg ein oftmaliger Höhepunkt im Programm der Spanienrundfahrt. Jeweils zweimal gewannen Laurent Jalabert und Lucho Herrera die Bergankunft. Reimund Dietzen entschied 1984 als bisher einziger Deutscher das Rennen für sich. Im Jahre 2010 gewann der Spanier Carlos Barredo die Bergetappe nach Lagos de Covadonga, 2012 war Antonio Piedra erfolgreich, 2014 sicherte sich Przemysław Niemiec den Sieg und 2016 Nairo Quintana.  Primož Roglic siegte 2021.
Der auf Radsport spezialisierte Buchverlag Covadonga hat sich nach dem Vuelta-Anstieg benannt.

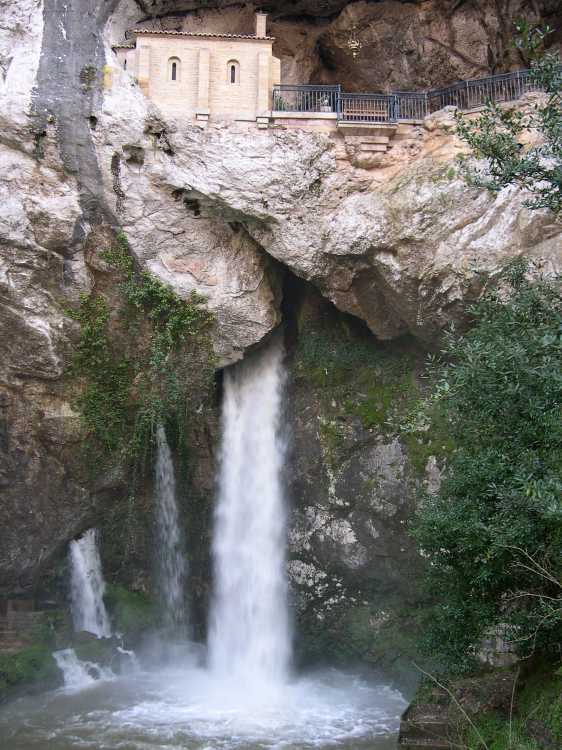
Grotte der Jungfrau von Covadonga
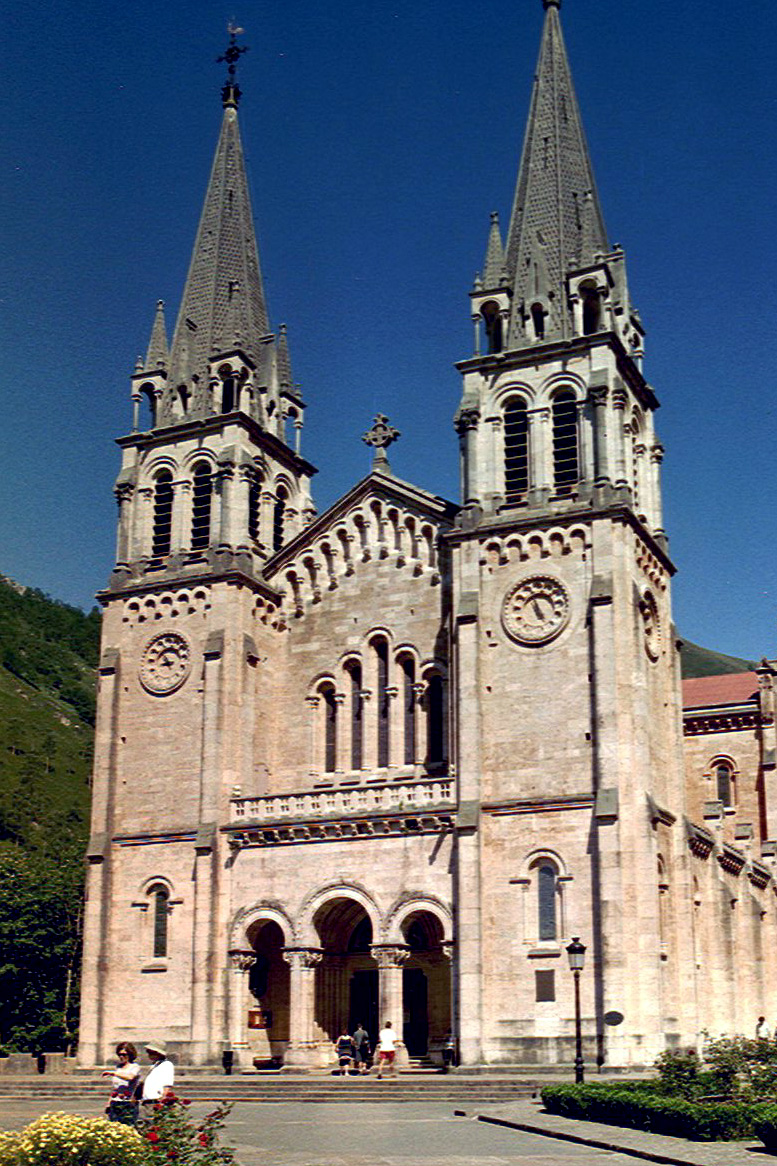
Portal der Basilika
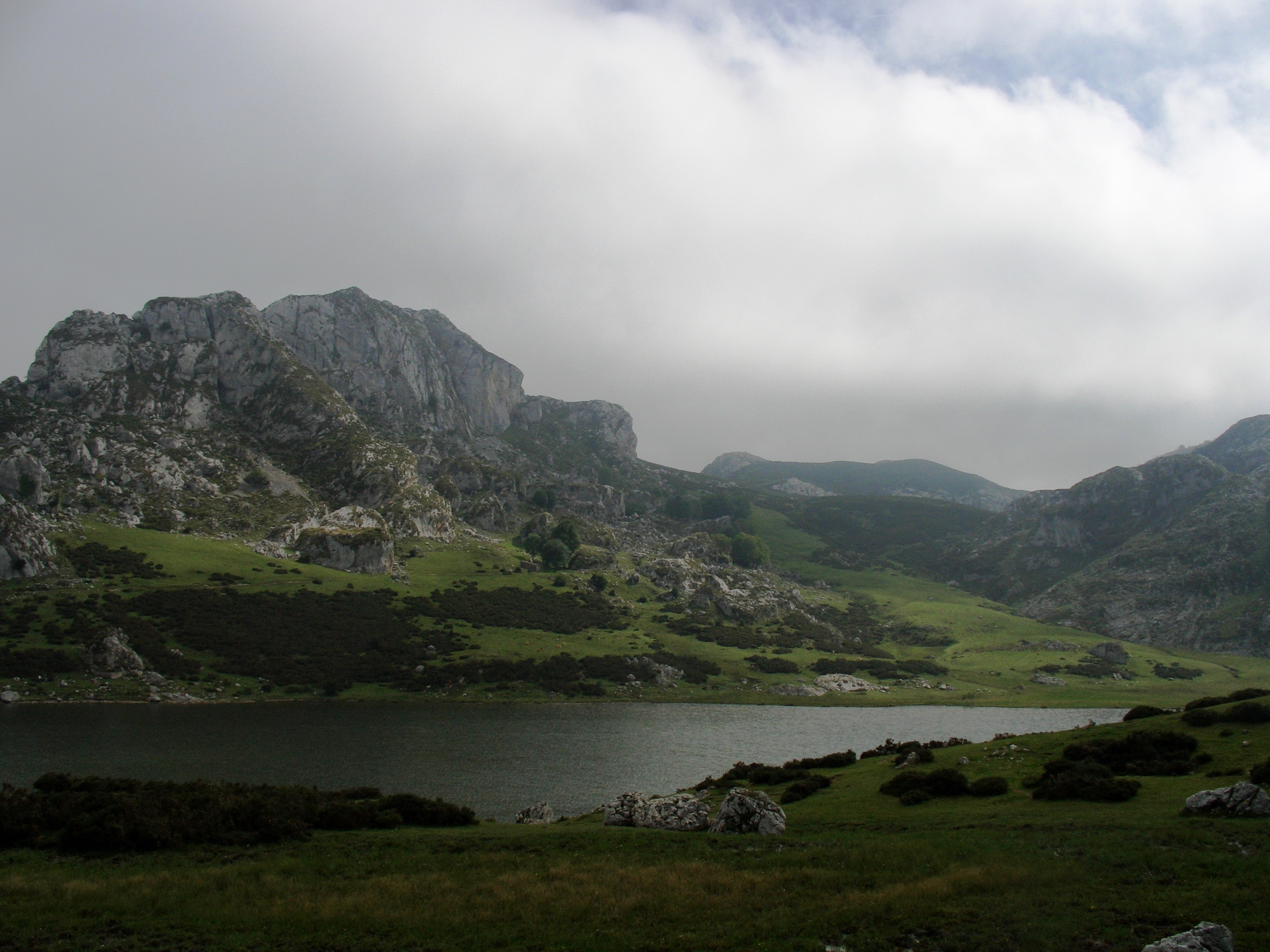
Lago La Ercina